# Casa del carrer Santiago Rusiñol, 39 (Manlleu)
La Casa del carrer Santiago Rusiñol, 39 és una obra de Manlleu (Osona) inclosa a l'Inventari del Patrimoni Arquitectònic de Catalunya.

## Descripció
Casa de dos pisos i planta baixa. A la planta s'obre una senzilla porta de testera recta i una altra més gran utilitzada com a garatge. El primer pis té una balconada de dues finestres amb una barana de ferro forjat molt treballada. Al segon pis hi ha dos balcons simples amb baranes de ferro forjat. Les llindes i la part superior dels brancals de les finestres estan decorats amb flors entrellaçades.

## Història
Aquesta casa està situada en una zona prop del riu que va créixer durant la industrialització de Manlleu. Malgrat que està situada lluny del centre, segueix la tipologia de les cases que es construeixen a Dalt Vila, de manera que ens permet parlar d'un fenomen de reproducció de tipologies arquitectòniques que evolucionen a partir de l'estructura dels segles XVI-XVIII. desapareix la "sala" i es redueix la mida de les habitacions, però conserven la planta i els dos pisos i el jardí obert darrere la casa.